# Dominio de Nihonmatsu

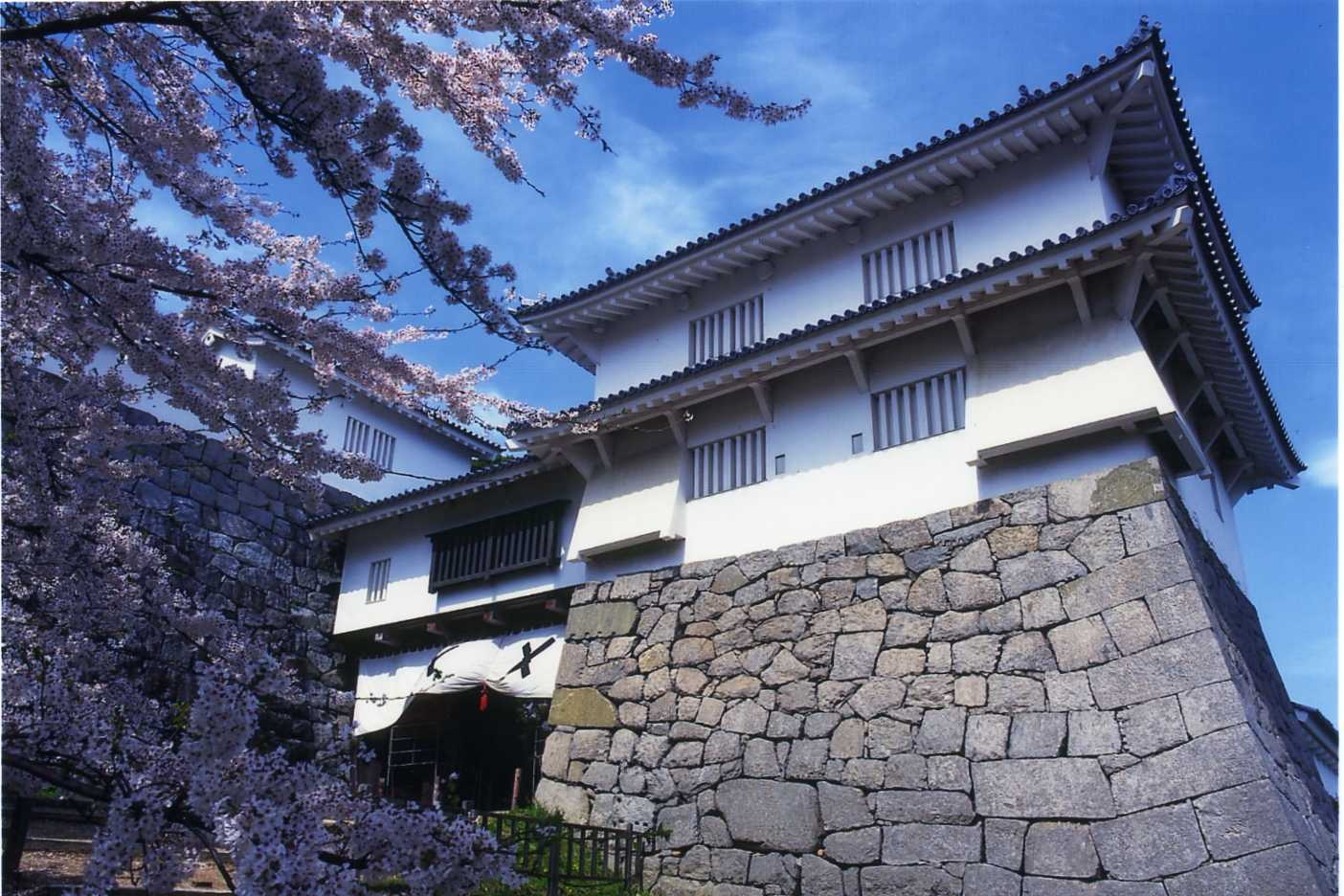
Castillo de Nihonmatsu, centro administrativo del dominio de Nihonmatsu

El Dominio de Nihonmatsu (二本松藩 Nihonmatsu-han?) era un dominio feudal bajo el shogunato Tokugawa del período Edo en Japón, ubicado en el sur de la provincia de Mutsu. El poder se centraba en el castillo de Nihonmatsu, hoy en día la ciudad de Nihonmatsu, Fukushima. Su territorio incluía todo Nihonmatsu, Motomiya, Ōtama y la mayor parte de la ciudad actual de Kōriyama. Durante la mayor parte de su historia estuvo gobernado por el clan Niwa. El dominio de Nihonmatsu también fue escenario de una gran batalla de la Guerra Boshin, durante la Restauración Meiji.

## Historia

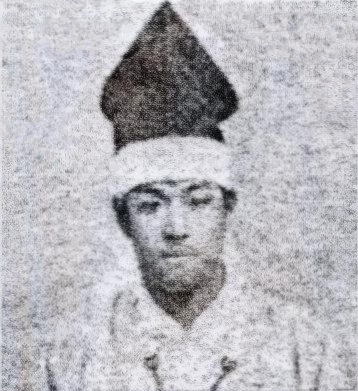
Niwa Nagahiro, último daimio de Nihonmatsu.

El área alrededor de Nihonmatsu era territorio del clan Hatakeyama durante los últimos períodos de Kamakura y Muromachi. En 1586, Date Masamune destruyó a los Hatakeyama y anexó el área a sus territorios. Sin embargo, después del Asedio de Odawara (1590), Toyotomi Hideyoshi reasignó el área al dominio de Aizu bajo el gobierno del clan Gamō. Hideyoshi luego redujo las posesiones del clan Gamō, dando Nihonmatsu y las áreas circundantes al samurái Asano Nagamasa. Este cambio duró muy poco, ya que el dominio de Aizu fue reasignado al clan Uesugi y sus posesiones se expandieron para abarcar Nihonmatsu. Luego, los Uesugi fueron trasladados al dominio de Yonezawa, después de la Batalla de Sekigahara, por Tokugawa Ieyasu. Los Gamō recuperaron Nihonmatsu, pero el dominio pronto se vio afectado por una variedad de desastres naturales, incluido un terremoto masivo, mal tiempo e inundaciones, lo que provocó la pérdida de cosechas y una hambruna generalizada. Esto a su vez condujo a una revuelta campesina, y el shogunato Tokugawa finalmente desposeyó al clan Gamō y lo envió a la provincia de Iyo en Shikoku.
En 1627, Matsushita Shigetsuna, daimio del dominio de Karasuyama y yerno de Katō Yoshiaki, fue transferido al restablecido dominio de Nihonmatsu, con un kokudaka de 50 000 koku. Murió unos meses después, y su hijo fue transferido al dominio de Miharu en 1628.
Los Matsushita fueron reemplazados por Katō Akitoshi, el tercer hijo de Katō Yoshiaki, que anteriormente había tenido el dominio de Miharu. El clan Katō tomó medidas para aumentar sus ingresos mediante el desarrollo de nuevas tierras arroceras y el desarrollo de fuentes de ingresos no basadas en el arroz. Sin embargo, sus esfuerzos se vieron complicados por las crecientes demandas de apoyo militar del shogunato para vigilar las zonas fronterizas del norte de Ezo. La situación se volvió crítica en 1642-1643, después de una mala cosecha. Muchos campesinos se vieron obligados a venderse a sí mismos como servidumbre para pagar los altos impuestos, lo que provocó disturbios e incluso una revuelta de los principales sirvientes. Como resultado, los Katō fueron reemplazados por el clan Niwa, anteriormente gobernantes del dominio de Shirakawa, con un aumento en el kokudaka nominal del dominio a 100 700 koku.
Los Niwa reconstruyeron el castillo de Nihonmatsu y reformaron la situación financiera del dominio. Mantuvieron el control de Nihonmatsu hasta la Restauración Meiji. El clan Niwa fue destituido por haberse puesto del lado de los Tokugawa en la Batalla de Sekigahara. El victorioso Tokugawa Ieyasu eligió ser magnánimo, y con el establecimiento del shogunato Tokugawa, otorgó a Niwa Nagashige un dominio de 10 000 koku en la provincia de Hitachi. Las fuerzas de Nagashige lucharon bien en el Asedio de Osaka de 1614; en 1619 sus ingresos aumentaron a 20 000 koku; en 1622, Nagashige, fue transferido al dominio de Tanakura en la provincia de Mutsu por 50 000 koku; en 1627, fue transferido una vez más al dominio de Shirakawa, por 100 700 koku. El shogunato Tokugawa les asignó trabajos de reparación en el Nikkō Tōshōgū, Zōjō-ji, entre varias otras tareas, lo que supuso una gran pérdida de recursos. A pesar de los esfuerzos de reforma fiscal y agraria, el dominio estaba profundamente endeudado, lo que se complicó durante la época del séptimo daimio, Niwa Nagayoshi, cuando comenzó la gran hambruna de Tenmei. El noveno daimio, Niwa Nagatomi, construyó una escuela han, pero también sufrió un problema cuando algunos de sus principales sirvientes se fugaron con 3400 ryō de fondos provenientes del dominio, poco después comenzó la gran hambruna de Tenpō. Durante el período Bakumatsu, el décimo daimio, Niwa Nagakuni, fue asignado a defender la bahía de Edo, al comienzo de la Guerra Boshin, uniéndose a la coalición militar Ōuetsu Reppan Dōmei. Las fuerzas del dominio fueron derrotadas en batalla por la Alianza Satchō, el castillo de Nihonmatsu fue incendiado, obligando a Nagakumi a huir al dominio de Yonezawa. Su sucesor, Niwa Nagahiro, hizo las paces con las fuerzas imperiales pero con un dominio reducido a 50 700 koku.
Después de la abolición del sistema han, en julio de 1871, Nihonmatsu pasó a formar parte de la prefectura de Nihonmatsu, que más tarde pasó a formar parte de la prefectura de Fukushima.

## Participaciones al final del período Edo
Como ocurre con la mayoría de los dominios del sistema han, el dominio Nihonmatsu constaba de varios territorios discontinuos calculados para proporcionar el kokudaka asignado, en base a estudios catastrales periódicos y rendimientos agrícolas proyectados.
- Provincia de Mutsu (provincia de Iwashiro)
  - 74 aldeas en el distrito de Adachi
  - 42 aldeas en el distrito de Shinobu
  - 37 aldeas en el distrito de Asaka

## Lista de daimios
| #                                  | Nombre                            | Duración  | Título de cortesía                        | Rango de corte                                   | kokudaka              | Notas                                      |
| ---------------------------------- | --------------------------------- | --------- | ----------------------------------------- | ------------------------------------------------ | --------------------- | ------------------------------------------ |
| Clan Matsushita (tozama) 1627-1628 |                                   |           |                                           |                                                  |                       |                                            |
| 1                                  | Matsushita Shigetsuna (松下重綱?) | 1627–1627 | Iwami-no-kami (石 見 守)                  | Quinto Rango Menor, Grado Inferior (従 五位 下)  | 30 000 koku           | Transferido desde el dominio de Karasuyama |
| 2                                  | Matsushita Nagastsuna (松下長綱?) | 1627–1628 | Iwami-no-kami (石 見 守)                  | Quinto Rango Menor, Grado Inferior (従 五位 下)  | 30 000 koku           | Transferido al dominio de Miharu           |
| Clan Katō (tozama) 1628–1641       |                                   |           |                                           |                                                  |                       |                                            |
| 1                                  | Katō Akitoshi (加藤明利?)         | 1628–1641 | Minbu-daifu (民 部 大 輔)                 | Quinto Rango Menor, Grado Inferior (従 五位 下)  | 30 000 koku           | Transferido desde el dominio de Miharu     |
| Clan Niwa (tozama) 1641–1871       |                                   |           |                                           |                                                  |                       |                                            |
| 1                                  | Niwa Mitsushige (丹羽光重?)       | 1643–1679 | Sakyō-no-daifu (左 京 大夫); Jijū (侍 従) | Cuarto Rango Menor, Grado Inferior (従 四位 下)  | 100 700 koku          | Transferido desde el dominio de Shirakawa  |
| 2                                  | Niwa Nagatsugu (丹羽長次?)        | 1679–1698 | Sakyō-no-daifu (左 京 大夫);              | Cuarto Rango Menor, Grado Inferior (従 四位 下)  | 100 700 koku          |                                            |
| 3                                  | Niwa Nagayuki (丹羽長之?)         | 1698-1700 | Echizen-no-kami (越 前 守)                | Quinto Rango Menor, Grado Inferior (従 五位 下)  | 100 700 koku          |                                            |
| 4                                  | Niwa Hidenobu (丹羽秀延?)         | 1701-1728 | Sakyō-no-daifu (左 京 大夫);              | Cuarto Rango Menor, Grado Inferior (従 四位 下)  | 100 700 koku          |                                            |
| 5                                  | Niwa Takahiro (丹羽高寛?)         | 1728-1745 | Sakyō-no-daifu (左 京 大夫);              | Cuarto Rango Menor, Grado Inferior (従 四位 下)  | 100 700 koku          |                                            |
| 6                                  | Niwa Takayasu (丹羽高庸?)         | 1745-1765 | Wakasa-no-kami (若 狭 守);                | Cuarto Rango Menor, Grado Inferior (従 四位 下)  | 100 700 koku          |                                            |
| 7                                  | Niwa Nagayoshi (丹羽長貴?)        | 1766–1796 | Sakyō-no-daifu (左 京 大夫); Jijū (侍 従) | Cuarto Rango Menor, Grado Inferior (従 四位 下)  | 100 700 koku          |                                            |
| 8                                  | Niwa Nagaakira (丹羽長祥?)        | 1796–1813 | Sakyō-no-daifu (左 京 大夫);              | Cuarto Rango Menor, Grado Inferior (従 四位 下)  | 100 700 koku          |                                            |
| 9                                  | Niwa Nagatomi (丹羽長富?)         | 1813–1858 | Sakyō-no-daifu (左 京 大夫); Jijū (侍 従) | Cuarto Rango Menor, Grado Inferior (従 四位 下)) | 100 700 koku          |                                            |
| 10                                 | Niwa Nagakuni (丹羽長国?)         | 1858–1868 | Sakyō-no-daifu (左 京 大夫); Jijū (侍 従) | Cuarto Rango Menor, Grado Inferior (従 四位 下)  | 100 700 → 50 700 koku |                                            |
| 11                                 | Niwa Nagahiro (丹羽長裕?)         | 1868–1871 | -ninguna-                                 | Quinto Menor (五位 下)                           | 50 700 koku           |                                            |